# Beretta 92
Die Pistole Beretta 92 der italienischen Fabbrica d’Armi Pietro Beretta S.p.A. ist eine Selbstladepistole im Kaliber 9 × 19 mm.

## Geschichte

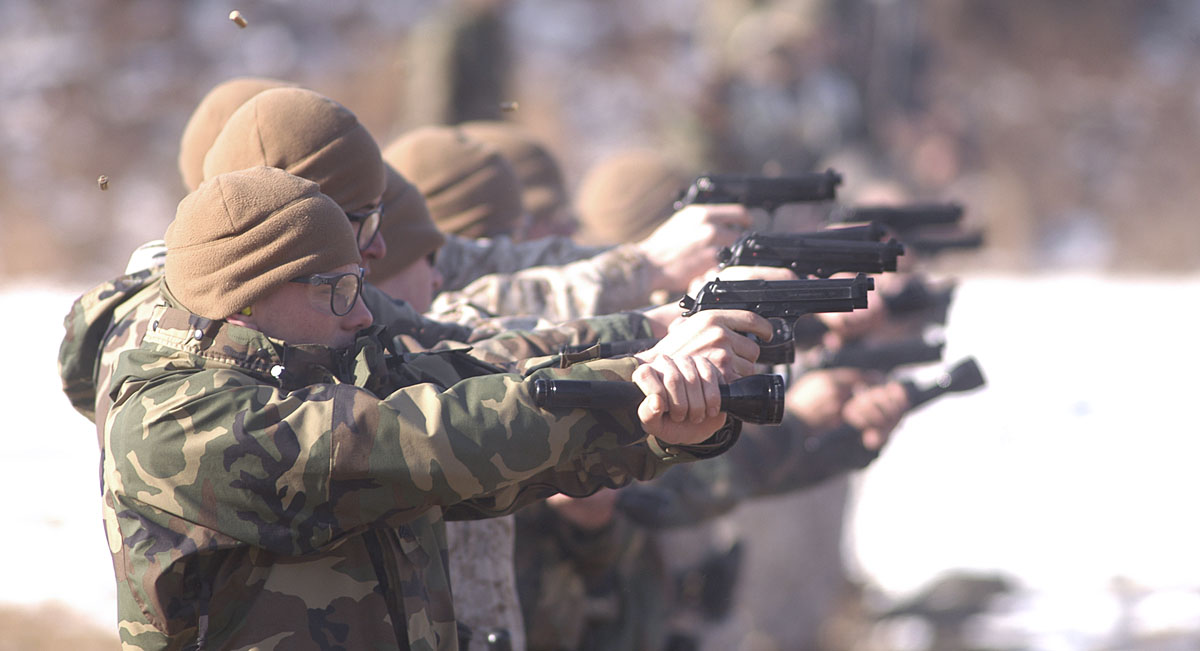
US Marine Corps Security Guards trainieren den Einsatz ihrer M9 auf dem Schießstand

Die Beretta 92 ist eine Weiterentwicklung des Vorgängermodells Beretta M951, deren Verschlusssystem übernommen wurde. Von einer gewissen optischen Ähnlichkeit abgesehen bestehen aus technischer Sicht keine weiteren Verwandtschaftsmerkmale. So besitzt das Modell 92 im Gegensatz zur M951 einen Spannabzug, ein doppelreihiges Magazin mit einer Kapazität von 15 Patronen sowie eine Sicherung in Form eines Hebels am Schlitten. Die Pistole wurde bei der italienischen Armee und Polizei eingeführt und ins Ausland exportiert. Die Käufer der Beretta 92 wünschten sich eine bessere Sicherung, daraufhin präsentierte Beretta das Modell 92S, dessen Sicherung sich auf dem Schlitten befand und nicht nur als solche fungierte, sondern auch ein gefahrloses Entspannen des Hahns ermöglichte.
1978 fand in den Vereinigten Staaten eine Ausschreibung der United States Air Force für eine neue Dienstpistole statt, an der Beretta mit dem Modell 92S-1 teilnahm. Die neue Pistole hatte eine beidseitige Sicherung sowie einen Magazinauslöseknopf, der sich hinter dem Abzugsbügel befand und mit dem Daumen bedient werden konnte. Ende 1980 gewann Beretta die Ausschreibung, und die Pistole wurde bei der amerikanischen Luftwaffe eingeführt.
1983 startete die United States Army eine ähnliche Ausschreibung mit dem Ziel, den technisch überholten Colt M1911 durch eine moderne Waffe im Kaliber 9 × 19 mm zu ersetzen. Diesmal nahm Beretta mit dem Modell 92SB-F teil. Diese Pistole unterschied sich durch einen überarbeiteten Abzugsbügel, der es erlaubte, den Zeigefinger der zweiten Hand darauf ruhen zu lassen. Außerdem wurden der Lauf innen hartverchromt und die Griffschalen durch neue ersetzt.
Am 14. Januar 1985 erhielt Beretta den Zuschlag, und die Pistole wurde unter der Bezeichnung M9 bei der US-Armee eingeführt.
Einige Zeit später wurden erste Probleme in Verbindung mit den in den Vereinigten Staaten hergestellten Pistolen gemeldet. So soll es zu Brüchen der Verschlüsse gekommen sein, was damit begründet wurde, dass die Amerikaner stärkere Munition verwendeten. Beretta reagierte und baute eine Sperre ein, die den hinteren Teil des Schlittens fängt, sollte dieser platzen. Eine weitere Schwierigkeit bereitete der Schwenkriegel, dessen Verriegelungsansätze angeblich abbrachen. Dieses Problem wurde gelöst, indem die Schwenkriegel aus besserem Stahl hergestellt wurden. Die so modifizierten Waffen erhielten die Bezeichnung Modell 92FS. Keines der beiden Probleme trat bei den in Italien gefertigten Pistolen auf.

## Technik

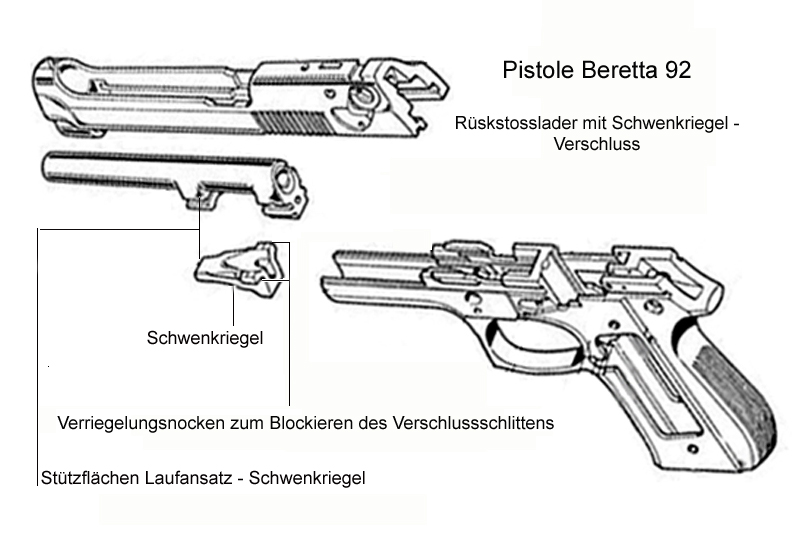
Verschluss-Schema der Beretta 92

Die Pistolen der 92er-Serie sowie deren Nachfolger und Derivate funktionieren nach dem Prinzip des Schwenkriegelverschlusses, der zum ersten Mal in der Pistole Walther P38 Verwendung fand. Dabei verbindet ein unter dem Lauf angebrachter Riegel den Lauf mit dem Verschluss, indem die Verriegelungsansätze des Riegels in Aussparungen im Schlitten greifen. Zusätzlich befindet sich unter dem Lauf ein Stift, der den Entriegelungsvorgang einleitet. Nach dem Schuss bewegt sich der bewegliche Lauf zusammen mit dem Verschluss zurück. Nach einem kurzen gemeinsamen Weg trifft der Stift auf das Griffstück und wird zwischen den Lauf und den Riegel geschoben. Dadurch wird der Riegel nach unten gedrückt, und seine Verriegelungsansätze treten aus den Aussparungen im Verschluss. Jetzt stoppt der Lauf, und der Verschluss bewegt sich alleine zurück, wobei die Hülse ausgeworfen und der Hahn gespannt wird. Nach dem Abfeuern der letzten Patrone wird der Verschluss vom Schlittenfanghebel in hinterer Position gehalten, was einen schnellen Magazinwechsel ermöglicht.
Die Pistolen verfügen über einen Spannabzug und sind somit auch im entspannten Zustand sofort einsatzbereit, sofern entsichert. Der Hahn lässt sich auch vorspannen.
Die Visiereinrichtung besteht aus Kimme und Korn, und die Kimme lässt sich regulär in der Seite verstellen (verschieben).
Die Magazinkapazität variiert je nach Kaliber und Ausführung. Die Standardversion im Kaliber 9 × 19 mm fasst 15 Patronen, es gibt allerdings auch Magazine für 17, 18, 20, 30 oder 32 Patronen. Im Kaliber .40 S&W fasst das Magazin 12 Patronen.

## Sicherungen
Die Pistolen verfügen über zwei manuell aktivierbare und eine automatische Sicherung, die eine ungewollte Schussabgabe verhindern.
Die erste manuelle Sicherung ist die am Verschluss angebrachte Flügelsicherung, die aktiviert das Abzugsgestänge vom Hahn trennt, wodurch der Abzug keine Funktion mehr hat. Außerdem wird der hintere Teil des Schlagbolzens nach oben gedreht und eingezogen, sodass dessen Kontakt mit dem Hahn unmöglich wird. Befindet sich der Hahn beim Aktivieren der Flügelsicherung im gespannten Zustand, wird dieser auch gefahrlos entspannt und die Waffe somit in den Double-Action-Modus versetzt, wobei im gesicherten Zustand der Hahn auch nicht mehr gespannt werden kann.
Die zweite manuelle Sicherung ist die Sicherheitsrast für den Hahn, auch „Half-Cock“-Position genannt, die einen Kontakt des Hahns zum Schlagbolzen verhindert. Diese kann im entspannten Double-Action Zustand durch das kurze Zurückziehen des Hahns „bis zum Klick“ aktiviert werden.
Die automatische Sicherung ist die Schlagbolzensicherung, die eine Bewegung des Schlagbolzens (nach vorne zum Zündhütchen der Patrone) verhindert, solange der Abzug nicht voll durchgedrückt worden ist. Hierfür ist ein Element im Verschluss verantwortlich, das erst beim Durchdrücken des Abzuges vertikal nach oben aus dem Verschluss ragt und dadurch den Schlagbolzen freigibt, sodass er sich bewegen kann.
Da die Flügelsicherung keine separate Position zum Entspannen des Hahns besitzt, ist ein Führen im gespannten und durchgeladenen Zustand (Single-Action Modus wie beim Colt M1911) nicht ohne Weiteres möglich.

## Varianten

### 92A1 und M9A1

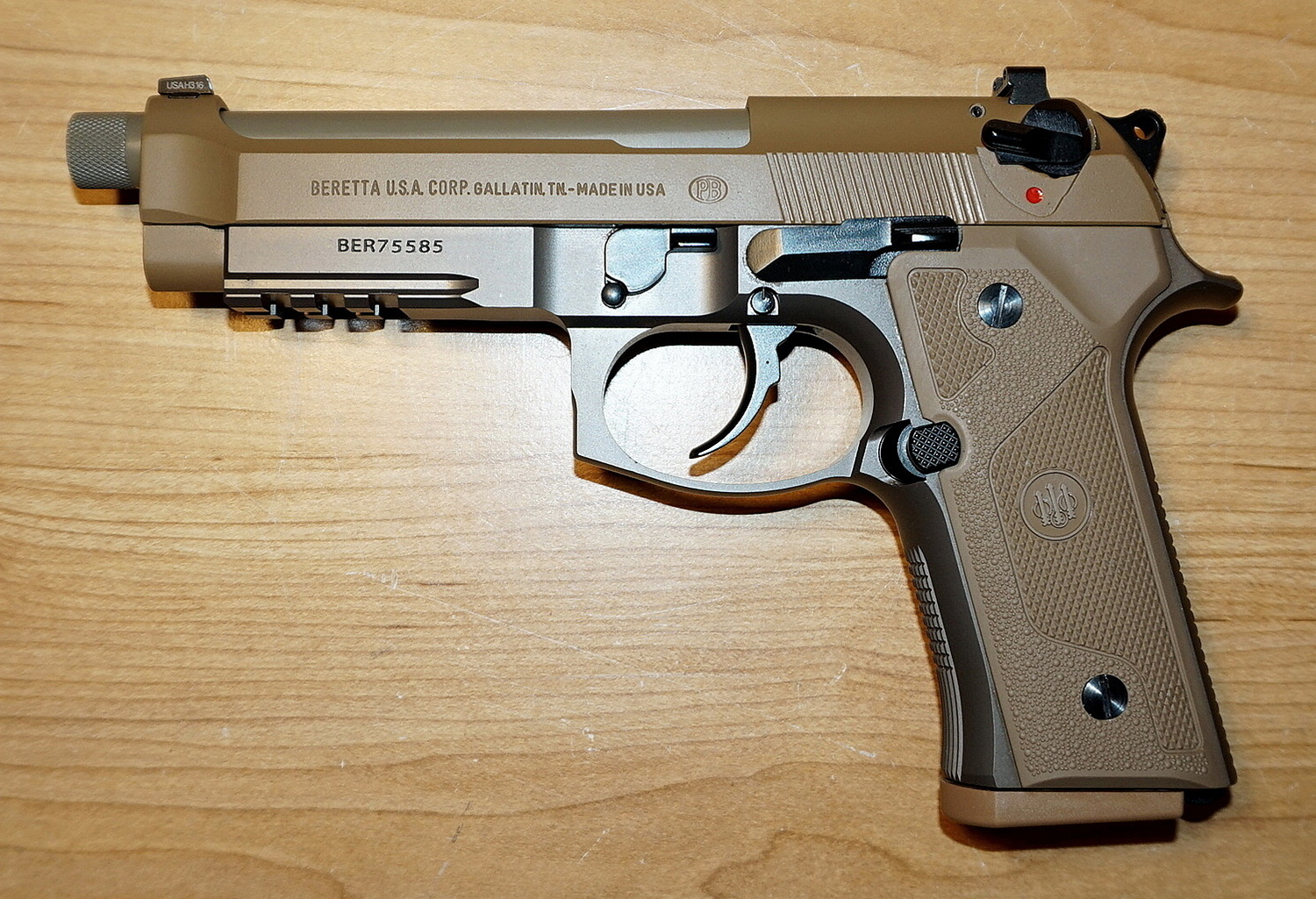
M9A3

Bei der Beretta 92A1 bzw. M9A1 handelt es sich um eine Verbesserung/Optimierung der Beretta 92FS/M9. So ist am Griffstück eine Montageschiene angebracht, sodass man nun Laserpointer oder Taschenlampen an die Waffe montieren kann.
Außerdem ist der Schlitten/Verschluss ein wenig massiver gehalten sowie oben ein bisschen stärker und großflächiger abgeflacht worden. Das Visier ist nun auswechselbar, die Standardmagazinkapazität hat sich von 15 auf 17 Patronen erhöht, und es werden jetzt drei anstatt zwei Magazine mit der Waffe mitgeliefert.
Ein weiterer Unterschied ist die Federführungsstange samt Feder. Diese wurde auf ein geringes Rückstoßverhalten hin optimiert und verkürzt, allerdings zeigt sich dadurch im Direktvergleich ein minimal stärkeres Hochschlagen der Waffe beim Feuern. Auch ist im Griffstück ein blauer Rückstoßpuffer angebracht, der allerdings für das im größeren .40 S&W Kaliber erhältliche ansonsten baugleiche 96A1 Modell gedacht ist.
Der Abzugsbügel ist nun wie bei den früheren 92er Modellen wieder rund.

### Beretta 96
Beretta stellt unter der Bezeichnung Beretta 96 auch eine Waffe der gleichen Bauweise im Kaliber .40 S&W her.

## Lizenzproduktion
Nach der US-Armee führten zahlreiche Polizeidienststellen der Vereinigten Staaten diese Pistole ebenfalls ein. In Brasilien wird die Taurus PT 92 in Lizenz hergestellt.